# رموز بريد الجزائر

ولايات الجزائر.

قررت مؤسسة بريد الجزائر العمل برموز بريدية جديدة اعتبارا من الثالث نوفمبر 2007 .

## طريقة الترميز
الرموز البريدية في الجزائر تتكون من 5 أرقام.
مثال : 4 0 3 0 4
أول رقمين ابتداء من اليسار تمثل رمز الولاية ، وآخر ثلاثة أرقام تمثل منطقة التسليم.

## شكل عنوان على الأظرفة
نكتب العنوان على الشكل التالي :
السيد فلان الفلاني
5 شارع كذا وكذا
وهران 31002
الجزائر